# USS Fred T. Berry (DD-858)
USS Fred T. Berry (DD/DDE-858) là một tàu khu trục lớp Gearing được Hải quân Hoa Kỳ chế tạo vào giai đoạn cuối Chiến tranh Thế giới thứ hai. Nó là chiếc tàu chiến duy nhất của Hải quân Mỹ được đặt theo tên Trung tá Hải quân Fred T. Berry (1887–1933), người từng phục vụ trong Thế Chiến I và được tặng thưởng Huân chương Chữ thập Hải quân; ông thiệt mạng sau khi khinh khí cầu USS Akron (ZRS-4) bị rơi ngoài khơi bờ biển New Jersey. Hoàn tất khi chiến tranh đã sắp kết thúc, con tàu tiếp tục phục vụ trong giai đoạn Chiến tranh Lạnh, Chiến tranh Triều Tiên và Chiến tranh Việt Nam cho đến năm 1970. Nó bị đánh chìm như một dải san hô nhân tạo ngoài khơi Key West, Florida năm 1972. Fred T. Berry được tặng thưởng hai Ngôi sao Chiến trận do thành tích phục vụ trong Chiến tranh Triều Tiên, rồi thêm hai Ngôi sao Chiến trận khác khi hoạt động trong Chiến tranh Việt Nam.

## Thiết kế và chế tạo
Fred T. Berry được đặt lườn tại xưởng tàu của hãng Bethlehem Steel Co. ở San Pedro, California vào ngày 16 tháng 7 năm 1944. Nó được hạ thủy vào ngày 28 tháng 1 năm 1945; được đỡ đầu bởi bà Fred T. Berry, vợ góa Trung tá Berry, và nhập biên chế vào ngày 12 tháng 5 năm 1945 dưới quyền chỉ huy của Hạm trưởng, Trung tá Hải quân N. J. Frank, Jr.

## Lịch sử hoạt động

### 1945 - 1960
Khởi hành từ San Francisco, California vào ngày 29 tháng 8 năm 1945, hoạt động huấn luyện cùng các tàu sân bay tại vùng biển quần đảo Hawaii, rồi hoàn tất một lượt phục vụ tại khu vực Tây Thái Bình Dương trước khi quay trở về cảng nhà San Diego vào ngày 21 tháng 2 năm 1947. Một lượt hoạt động khác tại các vùng biển Viễn Đông được nó thực hiện từ ngày 2 tháng 12 năm 1947 đến ngày 7 tháng 8 năm 1948, và khi quay trở về Hoa Kỳ con tàu được đại tu và hiện đại hóa, khi các vũ khí chống tàu ngầm được tăng cường.
Fred T. Berry rời San Diego vào ngày 25 tháng 8, 1949 để chuyển sang cảng nhà mới Newport, Rhode Island tại vùng bờ Đông, đến nơi vào ngày 11 tháng 9. Nó tham gia các cuộc tập trận của Hạm đội Đại Tây Dương trải rộng từ khu vực Greenland cho đến vùng biển ngoài khơi vịnh Guantánamo, Cuba trong mười tháng tiếp theo. Nó được xếp lại lớp như một tàu khu trục hộ tống và mang ký hiệu lườn mới DDE-858 vào ngày 4 tháng 3, 1950.
Sau sự kiện lực lượng Bắc Triều Tiên tấn công xuống lãnh thổ Nam Triều Tiên vào ngày 25 tháng 6, 1950 khiến Chiến tranh Triều Tiên bùng nổ, Leonard F. Mason được huy động để phục vụ tạm thời tại Địa Trung Hải, và đã khởi hành từ Newport vào ngày 5 tháng 7. Nó sau đó băng qua kênh đào Suez và Ấn Độ Dương để gia nhập Đệ Thất hạm đội tại Viễn Đông. Nó đã hộ tống các tàu sân bay nhanh trong các chiến dịch không kích các mục tiêu đối phương tại Bắc Triều Tiên, và hộ tống cho thiết giáp hạm Missouri (BB-63) bắn phá Hŭngnam vào giai đoạn triệt thoái lực lượng khỏi thành phố cảng này. Tách khỏi Lực lượng Đặc nhiệm 77 vào ngày 5 tháng 2, 1951, nó nhắm hướng Đông để quay trở về Hoa Kỳ, hoàn tất một chuyến đi vòng quanh thế giới khi về đến Newport vào ngày 14 tháng 3.
Từ năm 1952 đến năm 1954, và sau đó trong các năm 1957 và 1960, Fred T. Berry được phái sang phục vụ cùng Đệ Lục hạm đội tại khu vực Địa Trung Hải, tham gia các cuộc tập trận, tuần tra tại các vùng biển chủ yếu và viếng thăm nhiều cảng trong khu vực. Cuộc tập trận Mainbrace của Khối NATO đã đưa nó viếng thăm các cảng Vương quốc Anh vào năm 1952; và chuyến đi thực tập mùa Hè năm 1956 dành cho học viên sĩ quan thuộc Học viện Hải quân Hoa Kỳ đã đưa con tàu đến Barcelona, Tây Ban Nha và Greenock, Scotland.

### 1961 - 1970

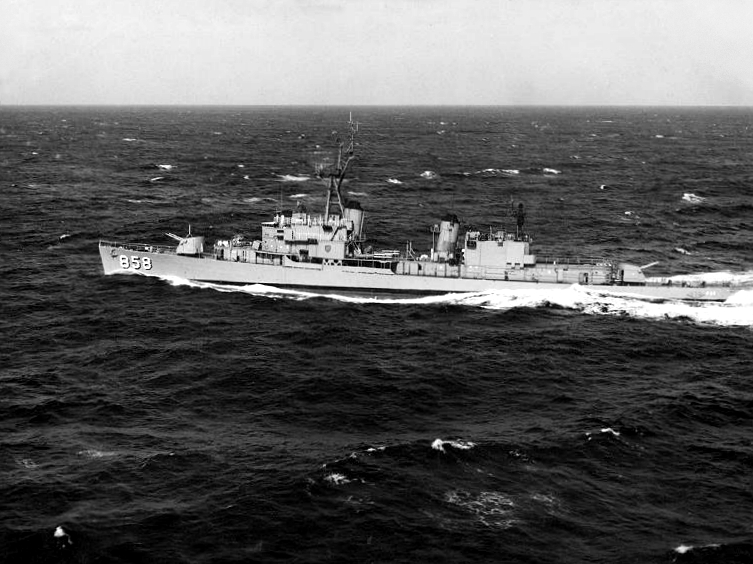
Fred T. Berry trên đường đi vào tháng 2, 1966.

Vào tháng 3, 1961, Fred T. Berry đi đến Xưởng hải quân Boston, nơi nó trải qua đợt sửa chữa và nâng cấp trong khuôn khổ Chương trình Hồi sinh và Hiện đại hóa Hạm đội II (FRAM: Fleet Rehabilitation and Modernization), kéo dài trong bảy tháng. Hoàn tất công việc trong xưởng tàu, nó trải qua đợt huấn luyện ôn tập tại vịnh Guantánamo, Cuba từ tháng 11, 1961 đến tháng 2, 1962. Nó được xếp lại lớp và quay trở lại ký hiệu lườn cũ DD-858 vào tháng 9, 1962.
Cùng với Hải đội Khu trục 12, khởi hành từ Newport vào tháng 1, 1966 để đi sang khu vực Thái Bình Dương qua ngã kênh đào Panama, và đã tham gia tác chiến trong cuộc Chiến tranh Việt Nam. Nó quay trở về Newport theo lối kênh đào Suez, và hoàn tất chuyến đi vòng quanh thế giới vào tháng 8, 1966.
Tên của Fred T. Berry được cho rút khỏi danh sách Đăng bạ Hải quân vào ngày 15 tháng 9, 1970; sau đó nó bị đánh đắm vào ngày 14 tháng 5, 1972, tại tọa độ 24°27.8′B 81°33.3′T / 24,4633°B 81,555°T, ở độ sâu 55 sải (330 ft), nhằm tạo ra một dãi san hô nhân tạo ngoài khơi Key West, Florida.
Vào ngày 17 tháng 6, 1973, tàu lặn thám hiểm Johnson Sea Link đã bị mắc kẹt vào xác tàu đắm của Fred T. Berry, khiến hai trong số bốn thành viên của đoàn thám hiểm thiệt mạng.

## Phần thưởng
Fred T. Berry được tặng thưởng hai Ngôi sao Chiến trận do thành tích phục vụ trong Chiến tranh Triều Tiên, rồi thêm hai Ngôi sao Chiến trận khác khi hoạt động trong Chiến tranh Việt Nam.